# Laccaria
Laccaria este un gen din încrengătura Basidiomycota în ordinul Agaricales și familia Hydnangiaceae cu aproximativ 75 specii (inclusiv subsecții și subcategorii 115, în Europa mult mai puține) de ciuperci găsite atât în zonele temperate, cât și în cele tropicale ale lumii. Toate speciile sunt simbionți micoriza, formând micorize pe rădăcinile arborilor, dar nu puține pot trăi de asemenea ca saprofiți. Deoarece unele dintre ele au capacitatea de a crește vegetativ și/sau germinali din basidiospori în cultură, ele sunt adesea folosite ca sisteme experimentale pentru studiul basidiomicetelor ectomicorizante. Tip de gen este Laccaria laccata.

## Descriere

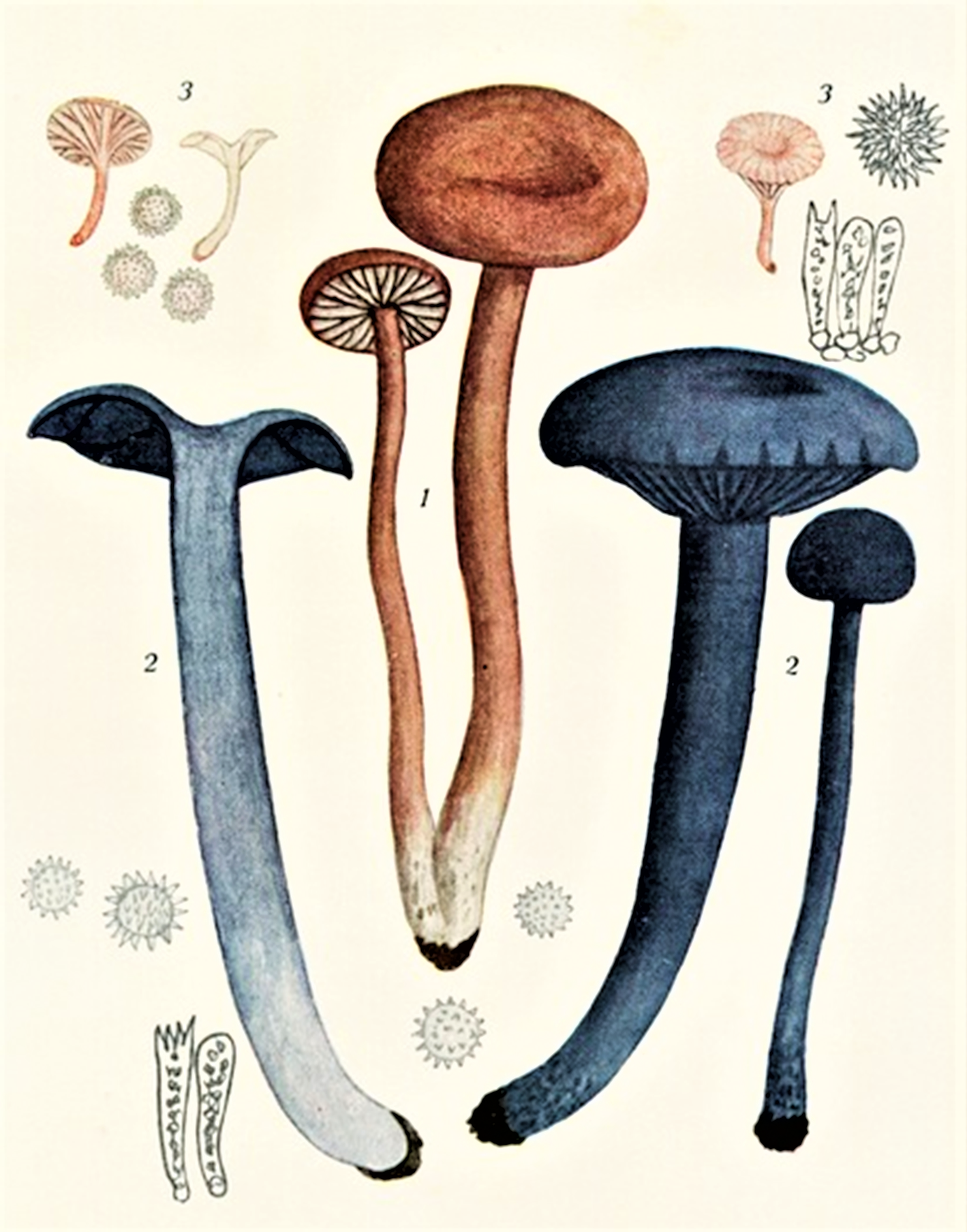
Bres.: 1. L laccata 2. L amethystina 3. L. tortilis

- Pălăria: este mică până la mărime medie, coloritul fiind preponderent viu, variază între ocru, roz, ruginiu, carneu, liliaceu și violet, dar, după ce este higrofană, își schimbă culoarea atunci când pierde sau absorbă apă.
- Lamelele: sunt groase și clar distanțate între ele, cu lamele intermediare și câteodată bifurcate, bombate până decurente la picior, adesea de aceiași culoare cu pălăria.
- Sporii: sunt elipsoidali până rotunzi cu o ornamentare verucoasă, cu țepi reticulați între ei, neamilozi (nu se decolorează cu reactivi de iod) și hialini (translucizi) sub microscop. Pulberea lor este albă.
- Piciorul: este mereu mai lung ca diametrul pălăriei, destul de subțire, fiind în cele mai multe cazuri plin, dar la vârstă gol pe dinăuntru, ceva fibros, cilindric, nu rar îndoit și sinuos și de aceeași culoare cu pălăria. Nu prezintă un inel.
- Carnea: este destul de subțire, mai fragedă în partea pălăriei și mai fibroasă în cea a piciorului, de culoarea pălăriei și piciorului respectiv. Mirosul tinde de la imperceptibil la slab aromatic sau de ciuperci, gustul este plăcut.[5][6]

Speciile din genul Laccaria acumulează cesiu și sunt, prin urmare, în cazul unei contaminări radioactive, poluate de o radiație deosebit de puternică. În Laccaria amethystina, cele mai mari niveluri de radiații au fost măsurate după accidentul nuclear de la Cernobîl.

## Speciile genului
Aici sunt listate 115 de specii (cu subcategorii și subsecții) ale genului Laccata conform Mycobank (E = se dezvoltă sigur (și) în Europa, vezi referințele la loc): Laccaria acanthospora, Laccaria affinis  (E), Laccaria alba, Laccaria altaica (E),  Laccaria amethystea,  (E), Laccaria amethysteo-occidentalis, Laccaria amethystina (E), Laccaria anglica, Laccaria angustilamella, Laccaria avachaensis, Laccaria bella, Laccaria bicolor (E), Laccaria bisporigera, Laccaria bisporigera, Laccaria bullipellis, Laccaria bullulifera, Laccaria caerulacea, Laccaria calosperma, Laccaria calospora, Laccaria canaliculata, Laccaria chibinensis, Laccaria chilensis, Laccaria cyanolamellata, Laccaria echinospora (E),  Laccaria edulis, Laccaria farinacea, Laccaria fibrillosa, Laccaria flavobrunnea, Laccaria fraterna (E), 0Laccaria galerinoides, Laccaria gibba, Laccaria glabripes, Laccaria globosa, Laccaria globosia, Laccaria gomezii, Laccaria goossensiae, Laccaria gruberi, Laccaria halosperma, Laccaria himalayensis, Laccaria hudsonii, Laccaria impolita, Laccaria japonica, Laccaria kalosperma, Laccaria laccata (E), Laccaria laccatina, Laccaria lateritia (E), Laccaria lilacina, Laccaria longipes, Laccaria lutea, Laccaria macrocystidiata, Laccaria maritima (E),  Laccaria masoniae, Laccaria masonii, Laccaria montana, Laccaria moshuijun, Laccaria murina, Laccaria nana, Laccaria negrimarginata, Laccaria nigra, Laccaria nobilis, Laccaria oblongospora, Laccaria ochropurpurea, Laccaria ochrosquamulosa, Laccaria ohiensis (E), Laccaria olivaceogrisea, Laccaria paraphysata, Laccaria porphyrodes, Laccaria procera, Laccaria proxima (E),  Laccaria proximella, Laccaria pruinosipes, Laccaria pruinosispes, Laccaria pseudomontana, Laccaria pulchella, Laccaria pumila, Laccaria purpureobadia (E),  Laccaria roseoalbescens, Laccaria rubroalba, Laccaria salmonicolor, Laccaria scotica, Laccaria scotica, Laccaria sect. Amethystinae, Laccaria sect. Bisporae, Laccaria sect. Laccaria, Laccaria sect. Maritimae, Laccaria sect. Obscurae, Laccaria sect. Purpureobadia, Laccaria sect. Violacei, Laccaria singeri, Laccaria spodophora, Laccaria stellata, Laccaria striatula (E), Laccaria subgen. Laccaria, Laccaria subgen. Maritimae, Laccaria sublaccata, Laccaria subsect. Amethystinae, Laccaria subsect. Bisporae, Laccaria subsect. Laccaria, Laccaria tetraspora, Laccaria tortilis (E), Laccaria tortilis f. tortilis, Laccaria transilvanica, Laccaria transsilvanica, Laccaria trichodermophora, Laccaria trullisata, Laccaria vinaceo-avellanea, Laccaria vinaceoavellanea, Laccaria vinaceobrunnea, Laccaria vinaceorosea, Laccaria vinosofusca, Laccaria violaceibasis, Laccaria violaceonigra, Laccaria vulcanica

## Speciile genului în imagini (selecție)

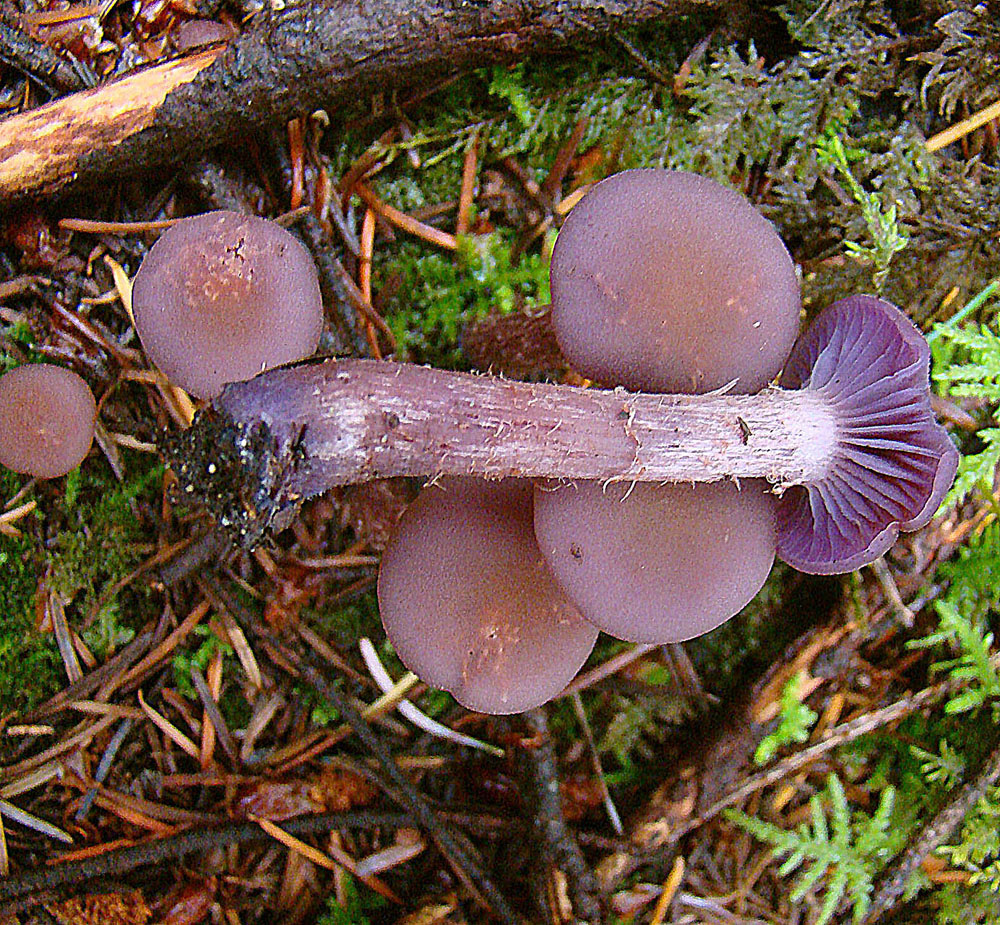
L. amethysteo-occidentalis
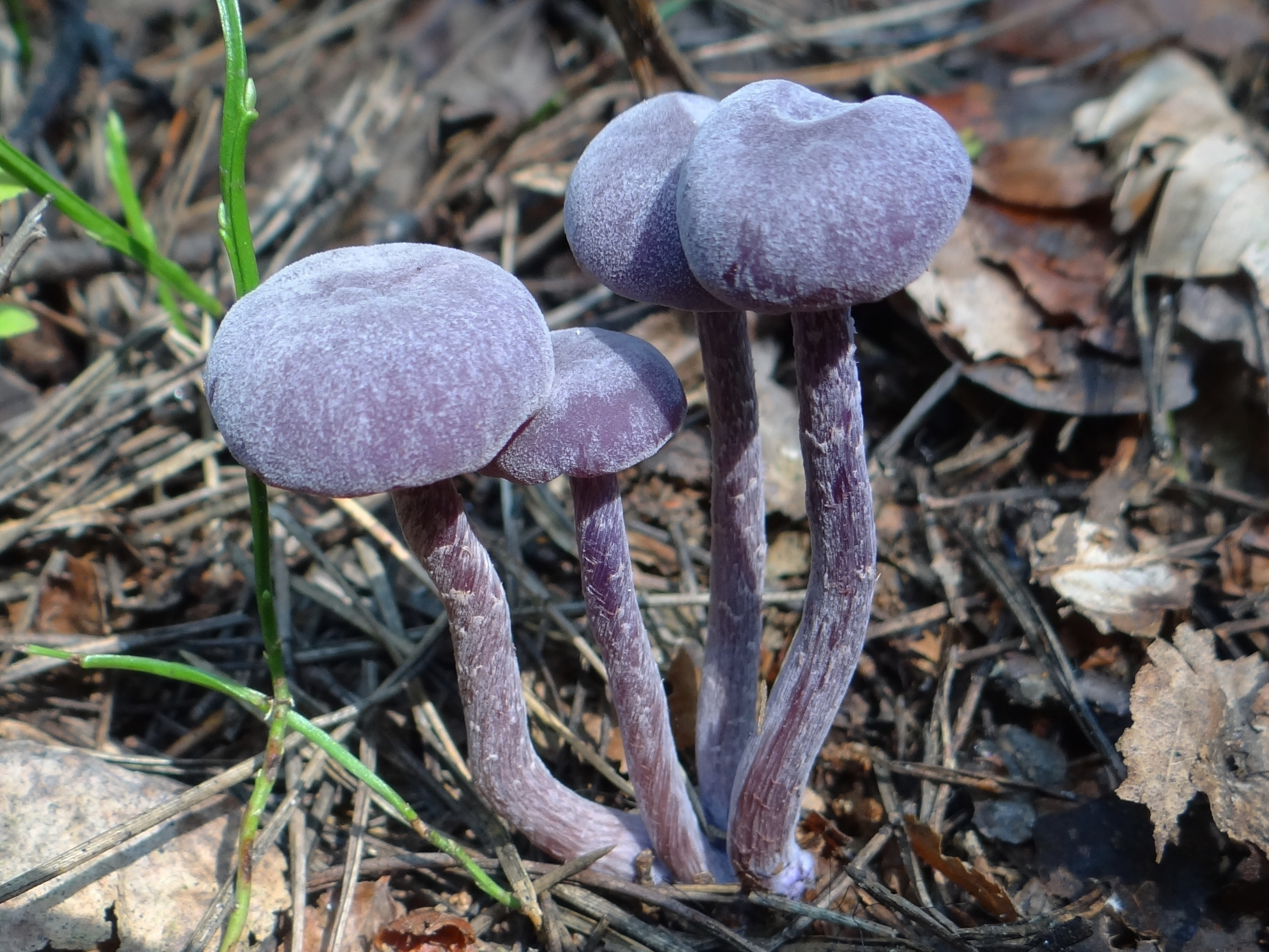
L. amethystina
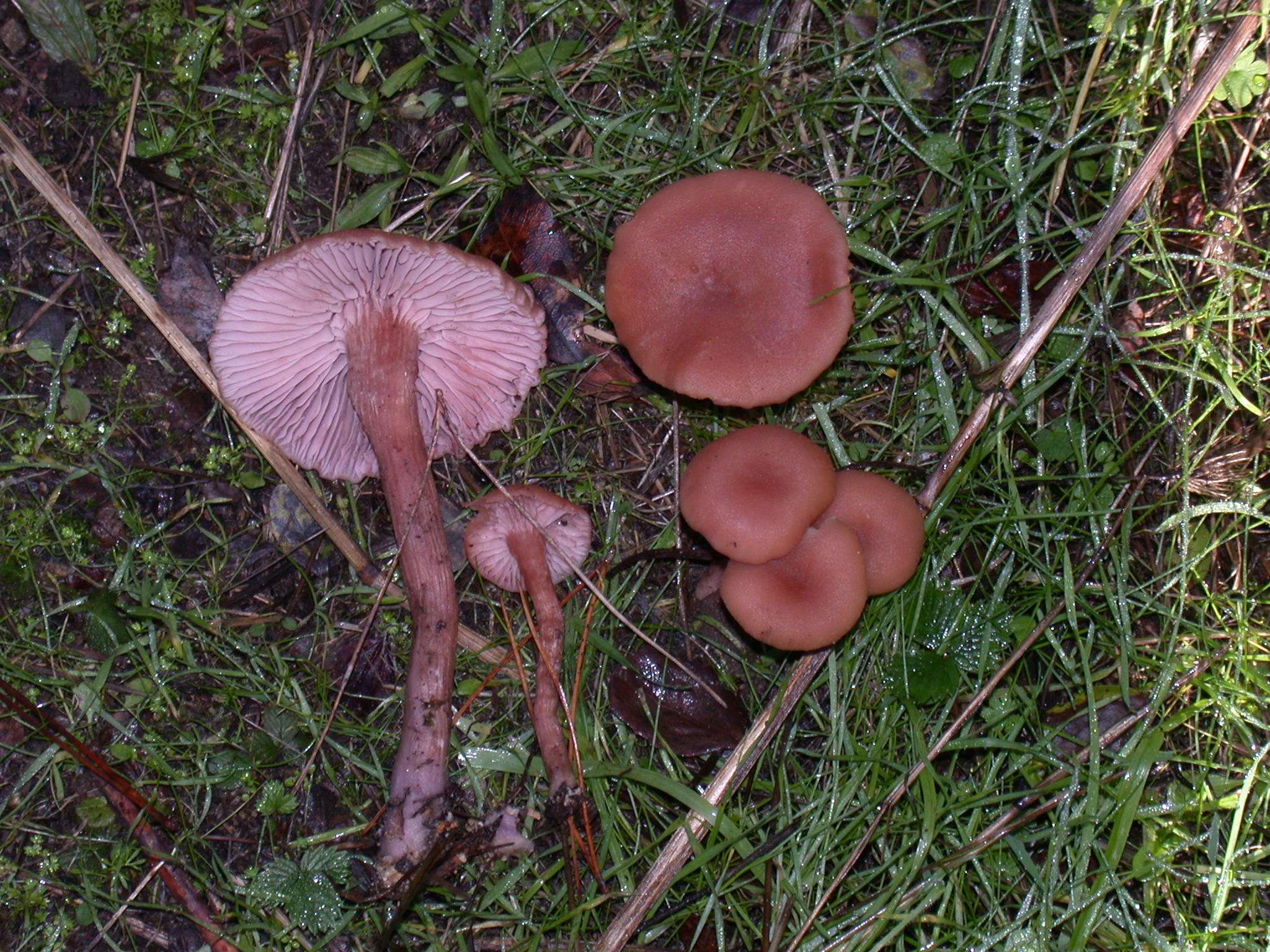
L. bicolor
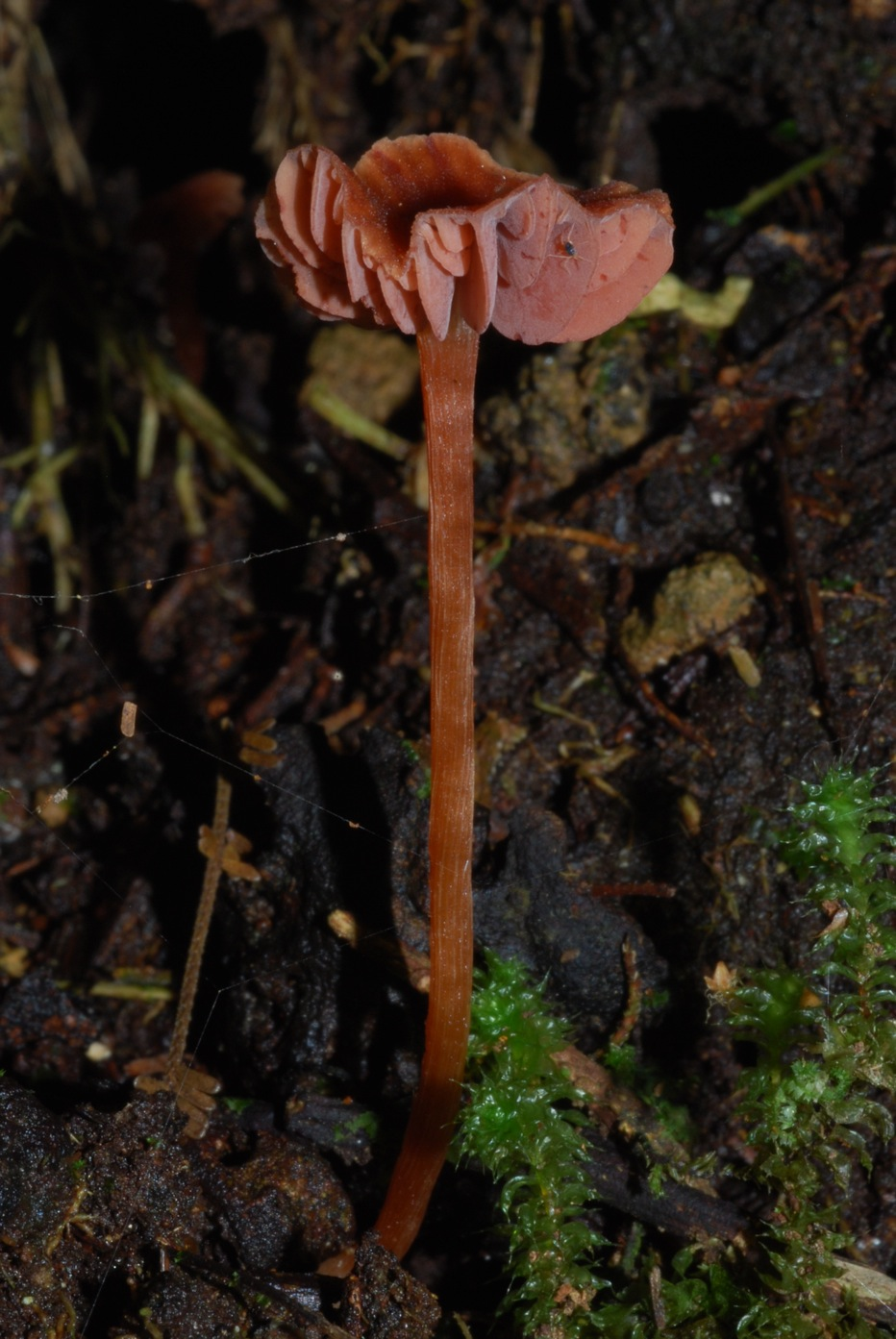
L. fraterna
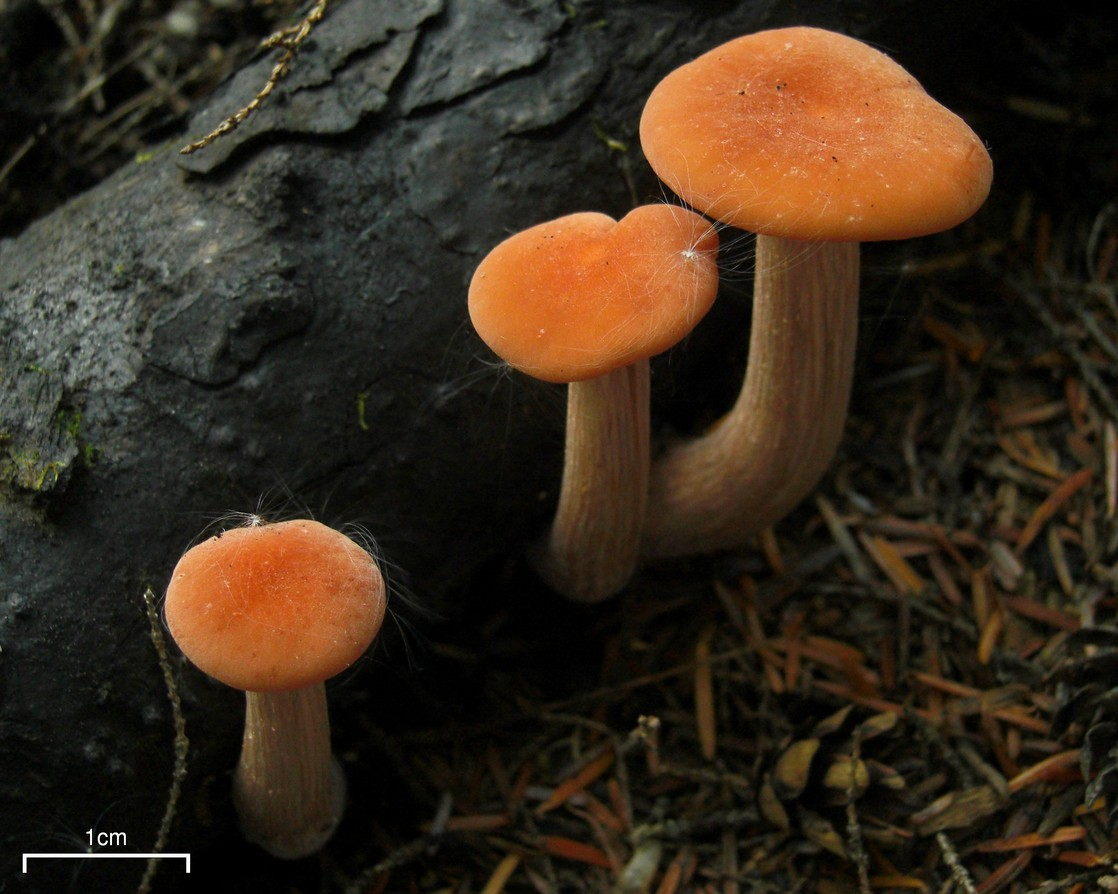
L. laccata
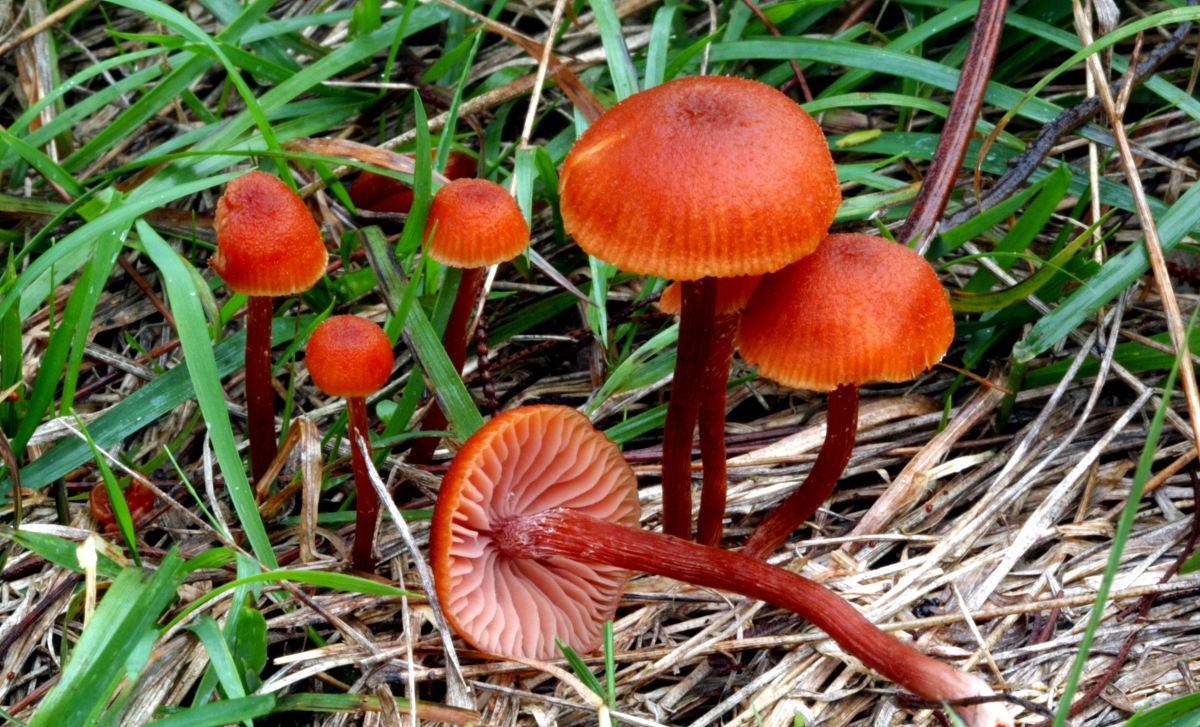
L. lateritia
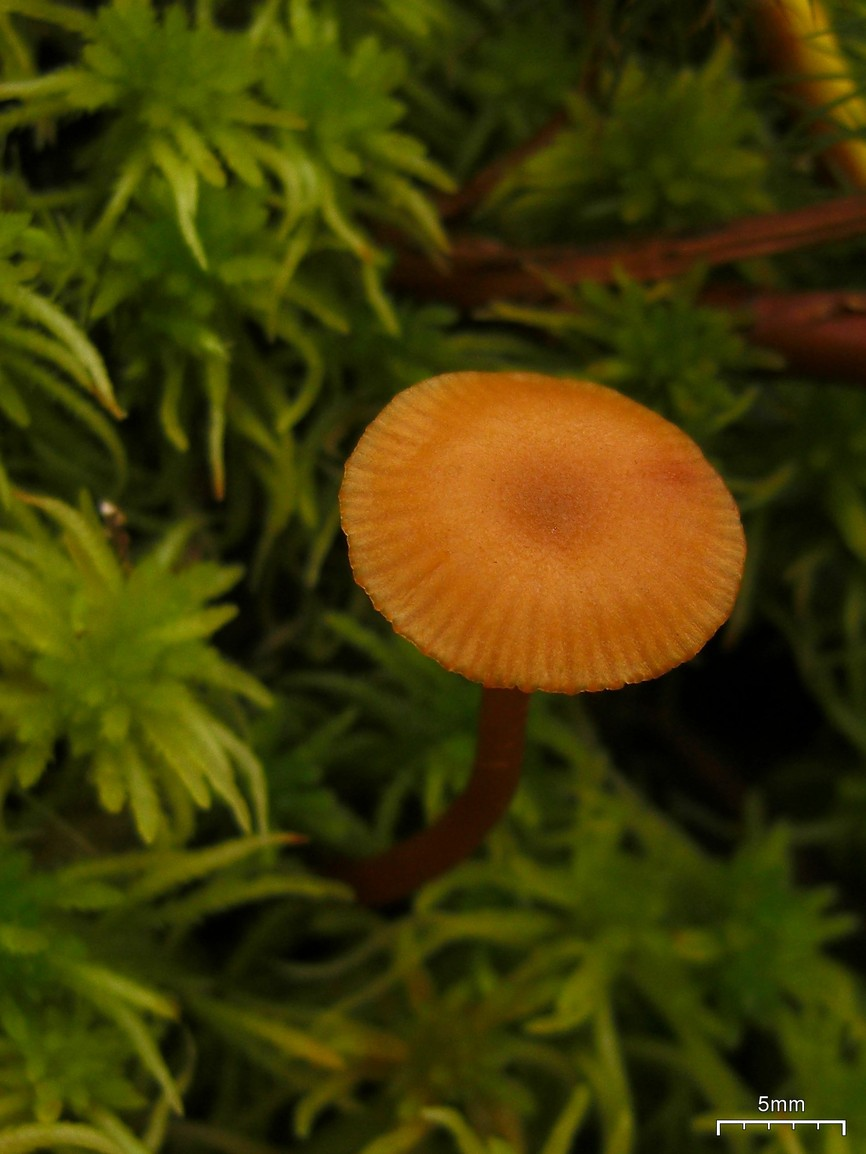
L. longipes
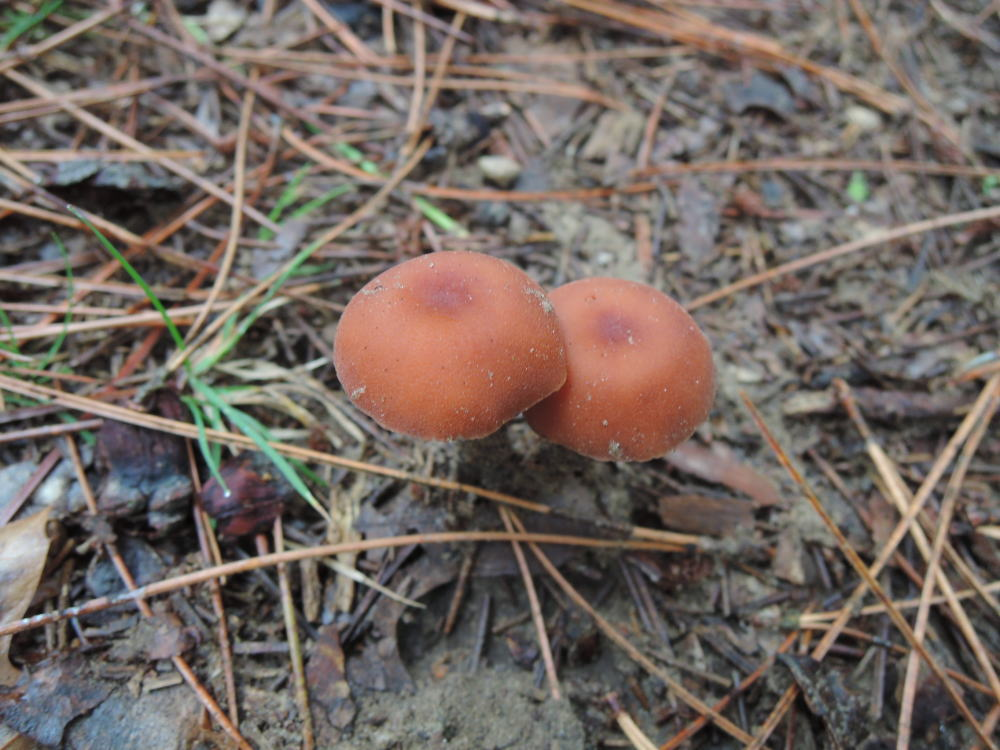
L. maritima
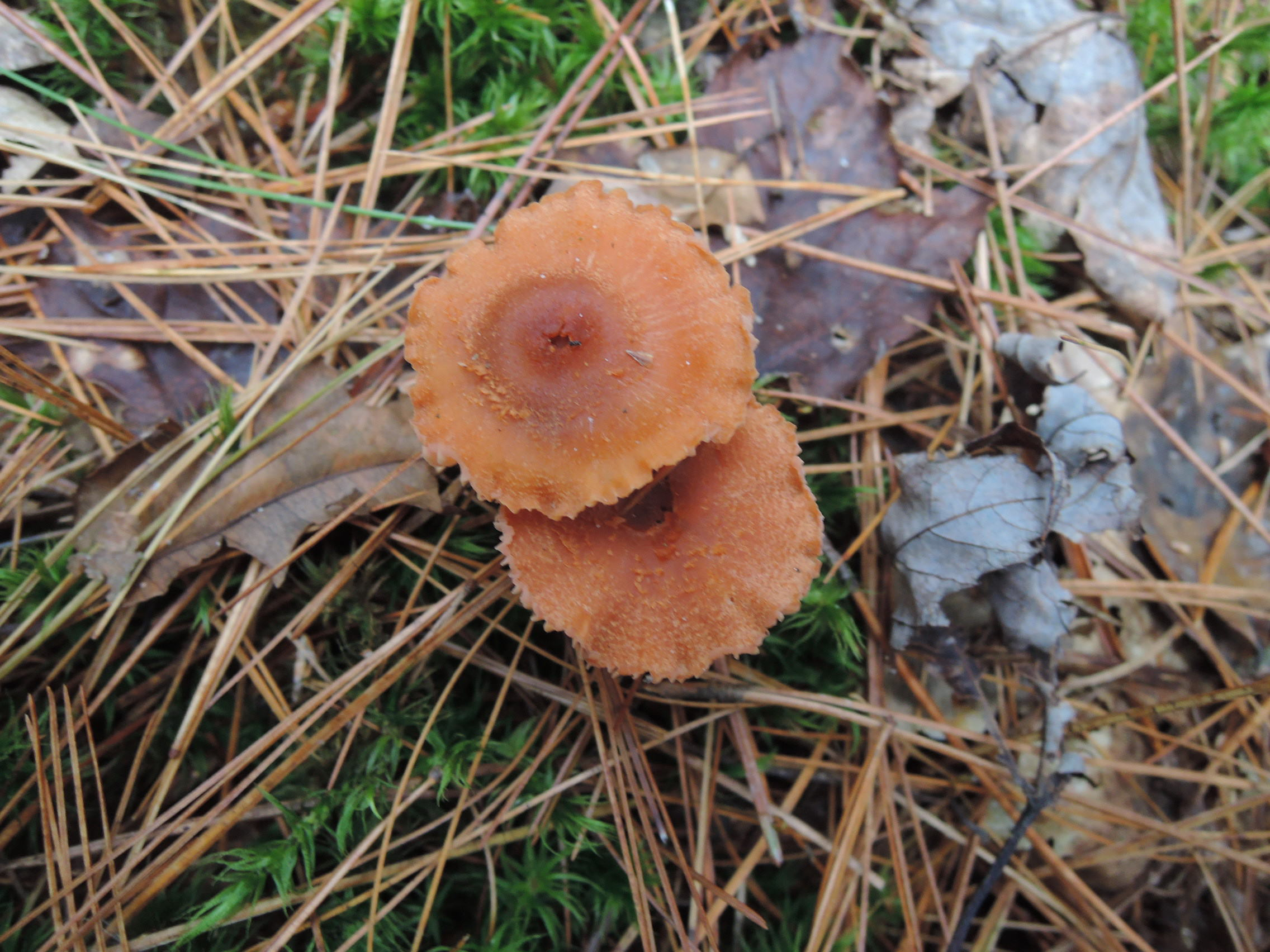
L. nobilis

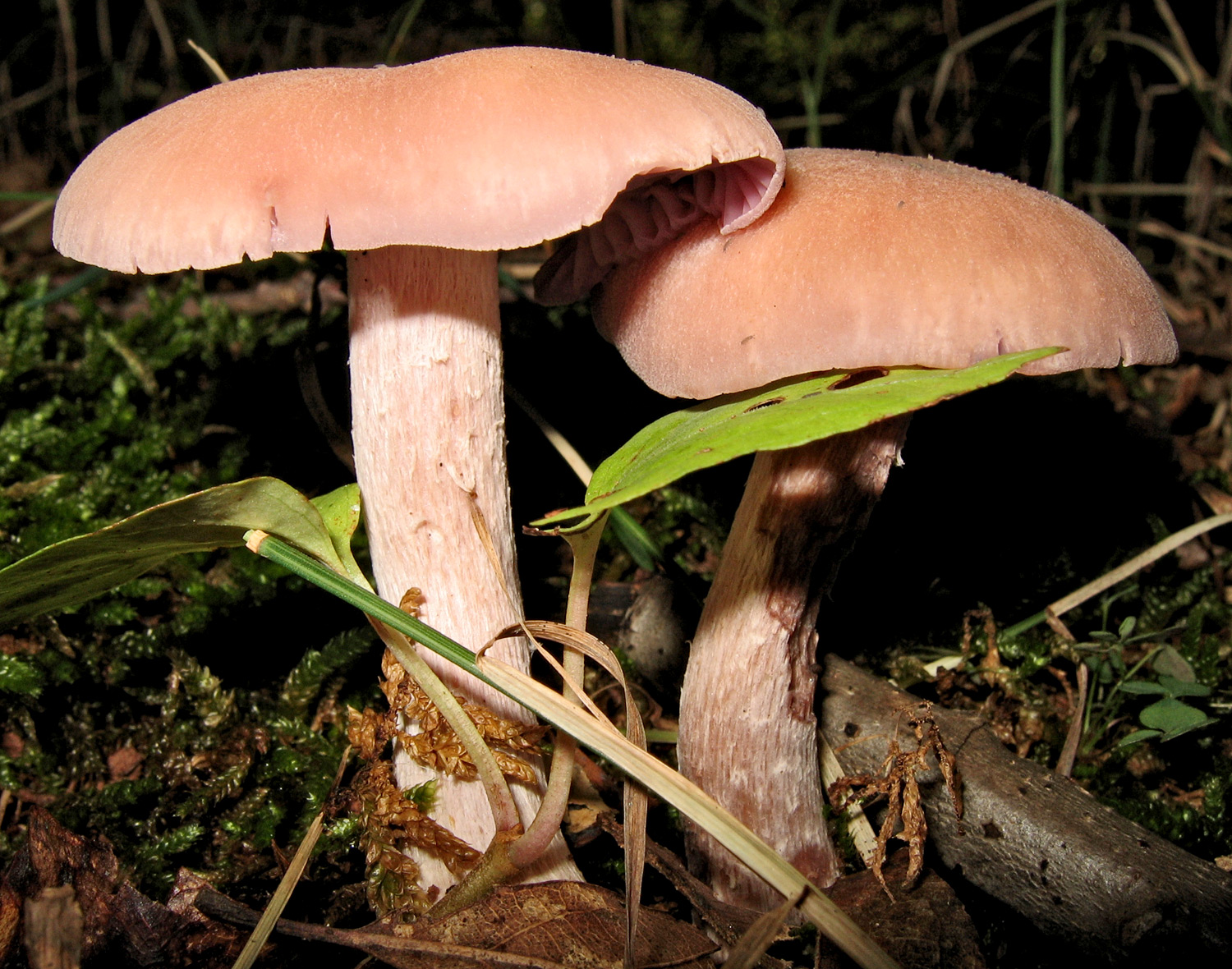
L. ochropurpurea
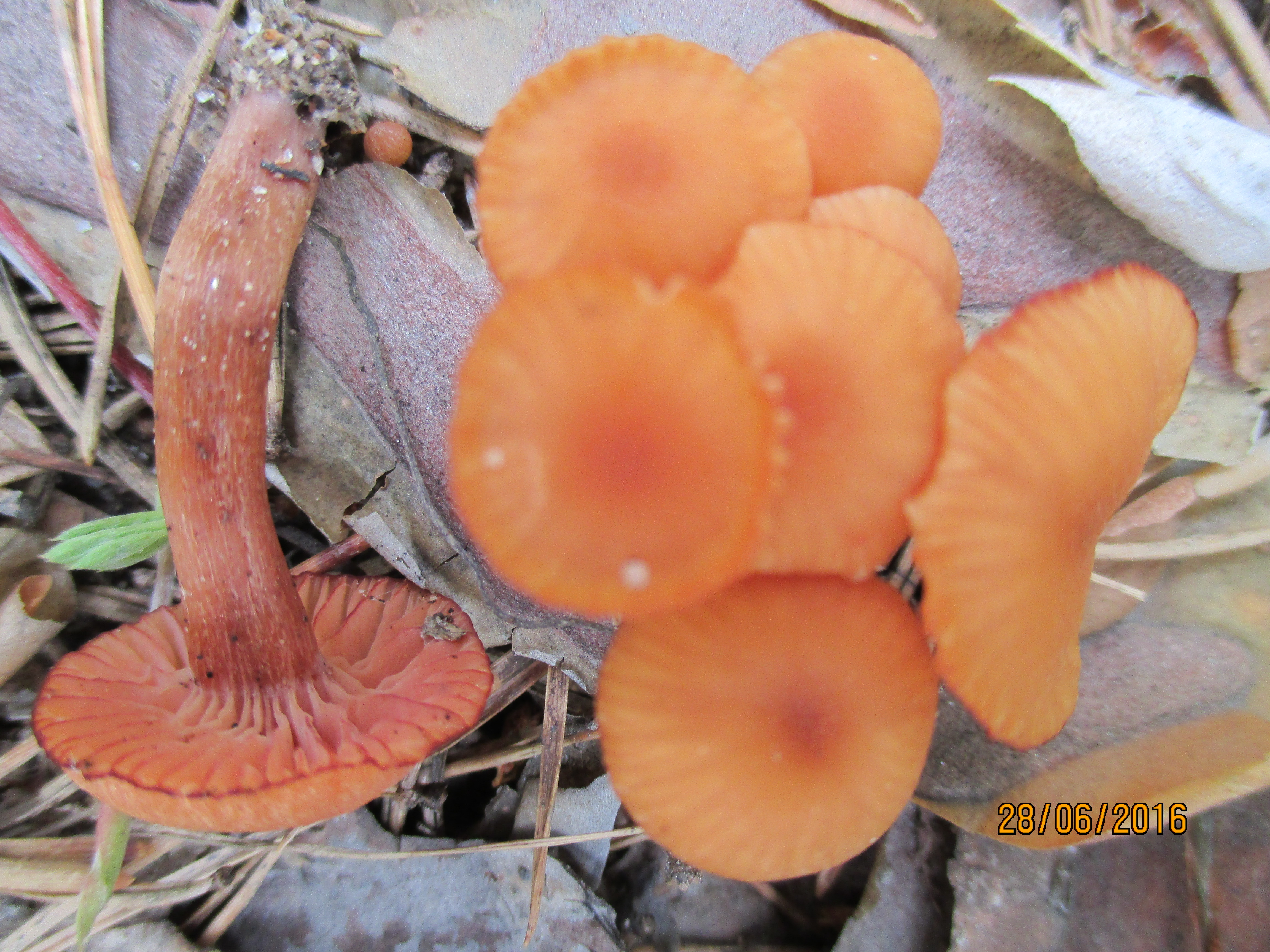
L. proxima
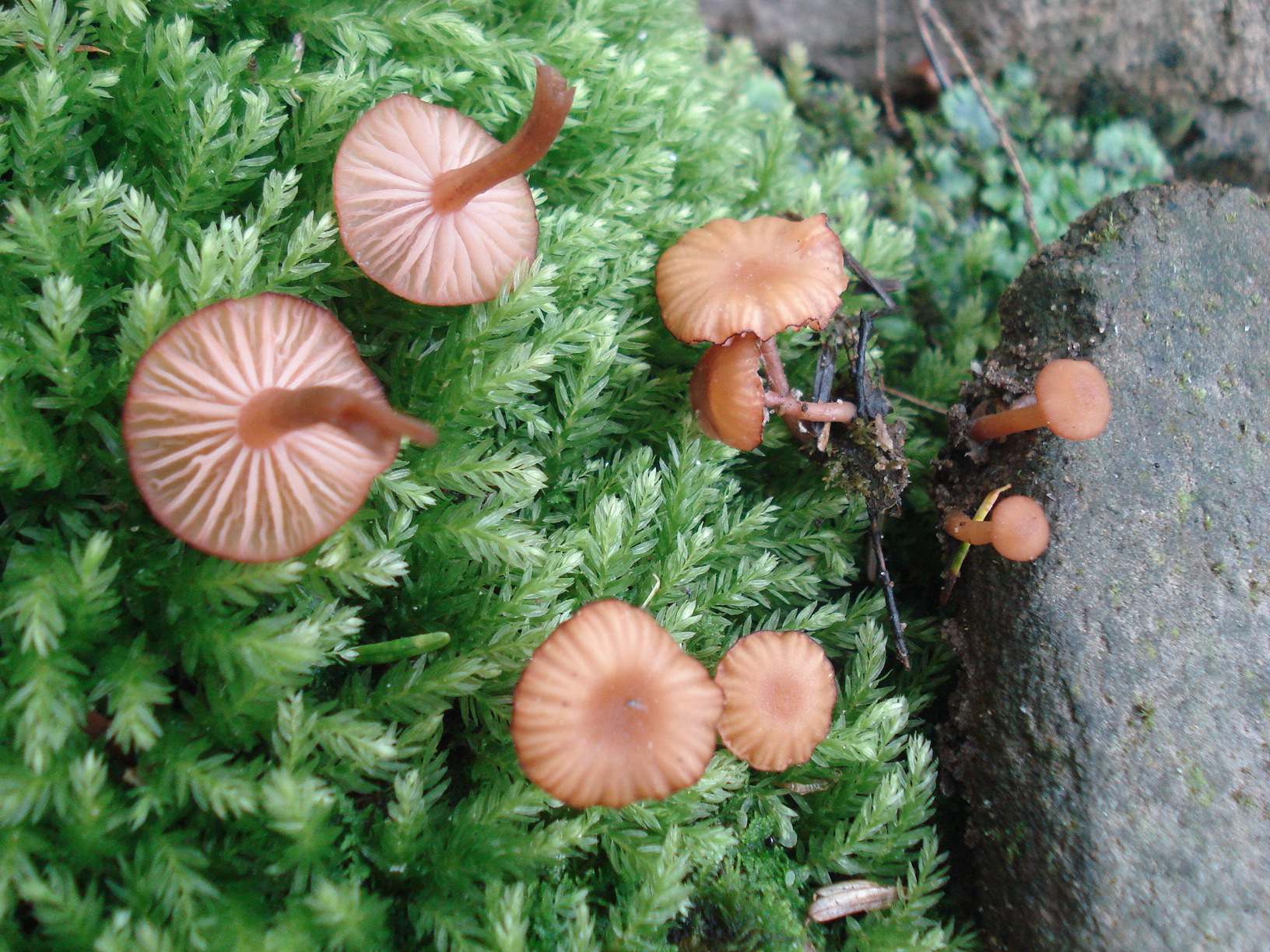
L. pumila
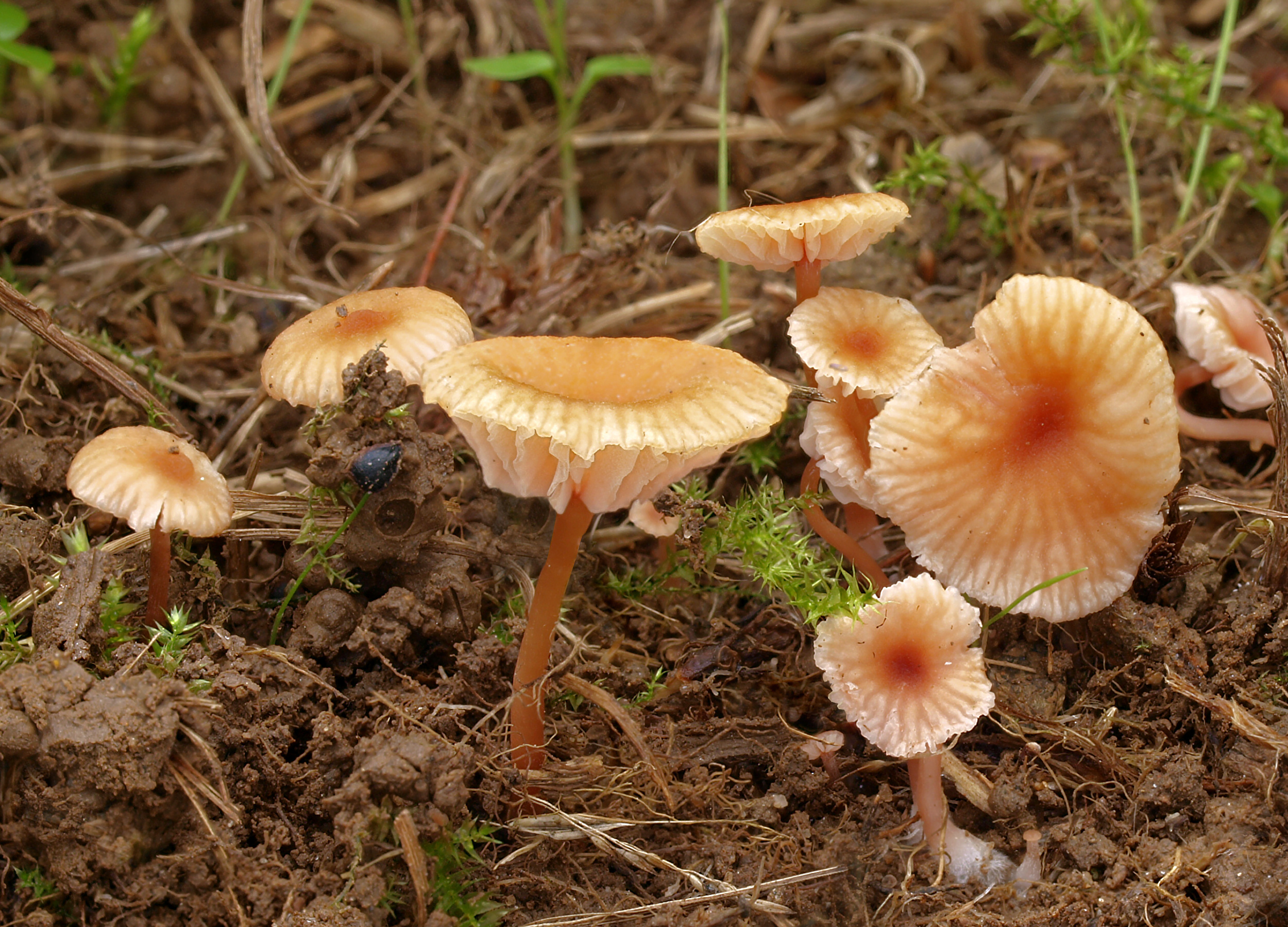
L tortilis
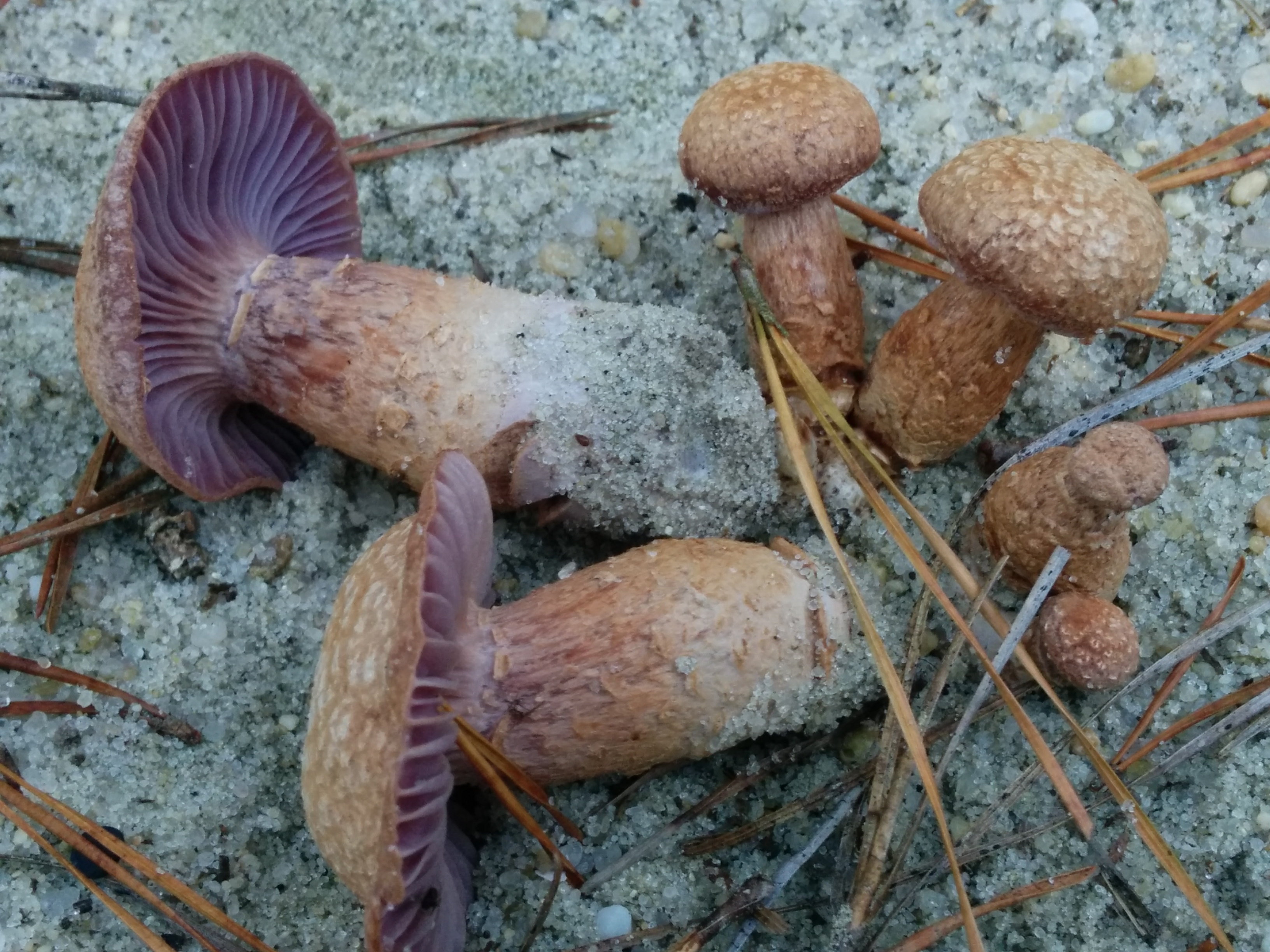
L. trullisata
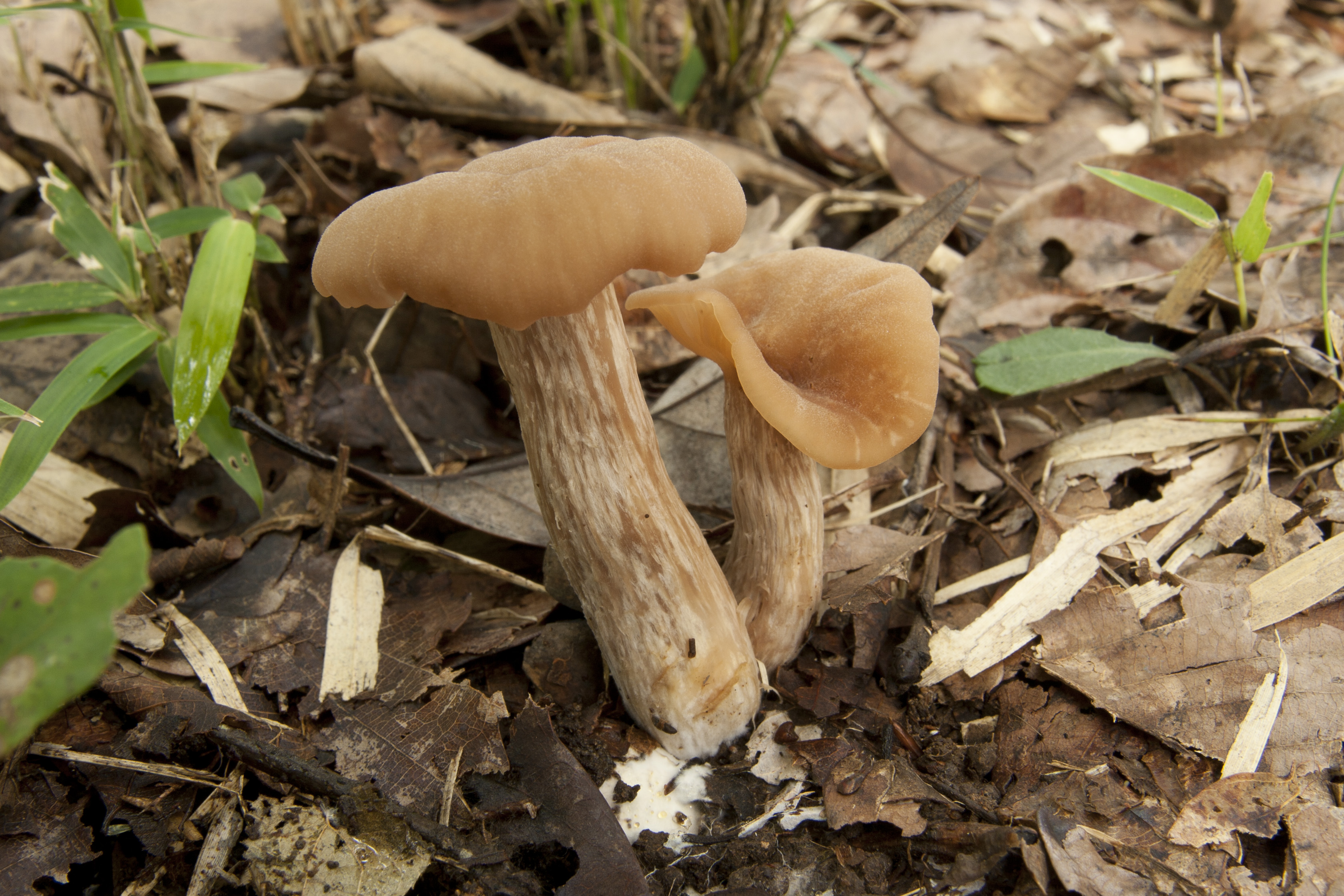
L. vinaceoavellanea
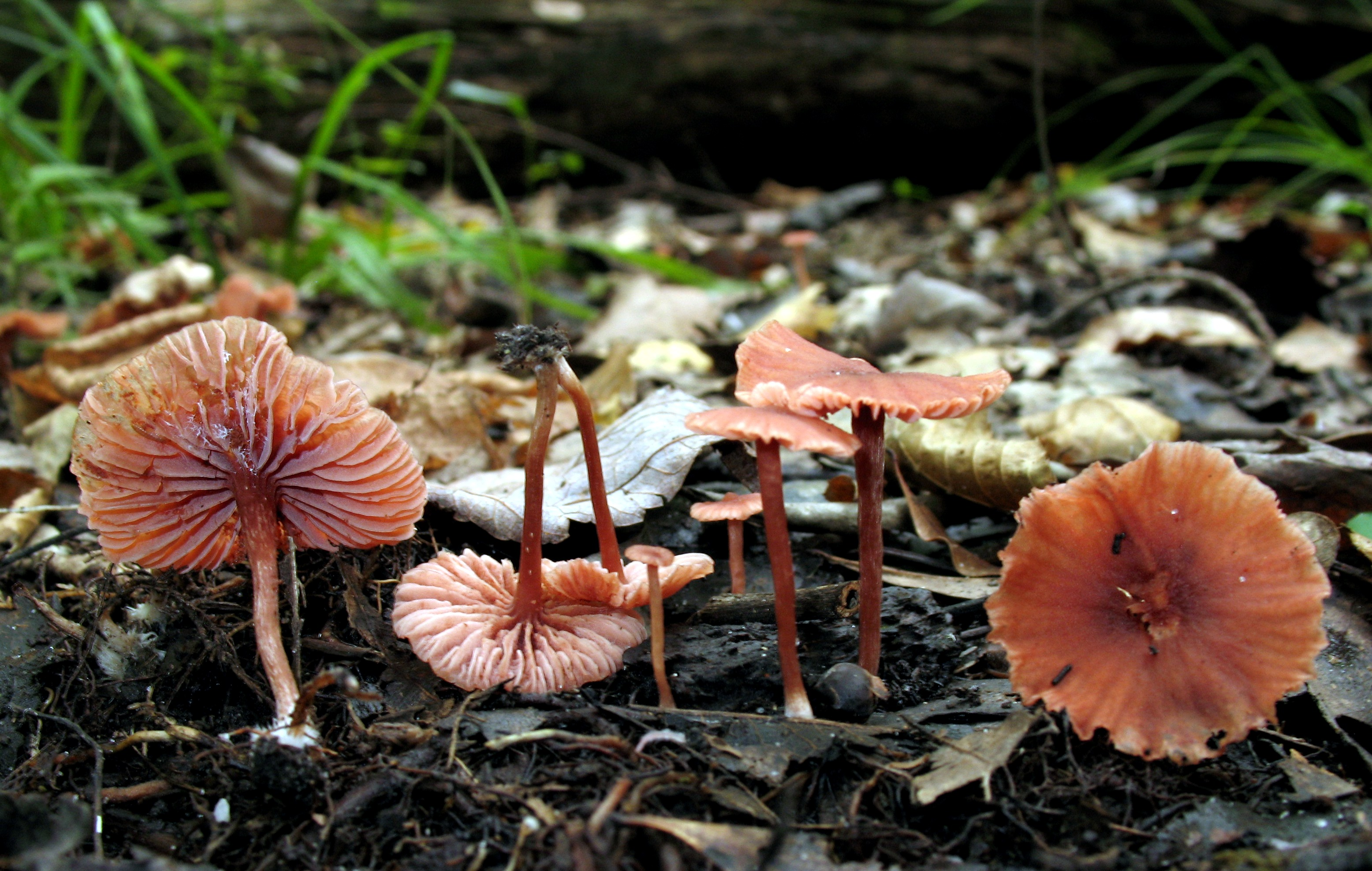
L. vinaceobrunnea

## Valorificare
Speciile acestui gen sunt cu toate comestibile și mai mult sau mai puțin gustoase.